# Частотная манипуляция

Пример двоичной ЧМн с непрерывной фазой

Часто́тная манипуля́ция (ЧМн, англ. Frequency Shift Keying (FSK)) — вид манипуляции, при которой скачкообразно изменяется частота несущего сигнала в зависимости от значений символов информационной последовательности. Частотная манипуляция весьма помехоустойчива, поскольку помехи искажают в основном амплитуду, а не частоту сигнала.

## Частотная манипуляция с непрерывной фазой
Частотной манипуляцией с непрерывной фазой (ЧМНФ) называется способ частотной манипуляции, при котором фаза последовательности радиосигналов является непрерывной, то есть не имеет скачков.
Последовательность двоичных символов имеет вид:
{\displaystyle u(t)=\sum _{k=0}^{N-1}{\psi (t-kT)u_{k}},}
где {\displaystyle \psi (t-kT)={\begin{cases}1,\ kT\leq t\leq (k+1)T\\0,\ {\text{иначе,}}\end{cases}},}
{\displaystyle u_{k}} — двоичный символ, принимающий значение {\displaystyle 1}, соответствующее биту «1» или {\displaystyle -1}, соответствующее биту «0» на интервале {\displaystyle [kT,(k+1)T]},
{\displaystyle T} — длительность бита.
Формула сигнала с ЧМНФ на интервале {\displaystyle [kT,(k+1)T]} имеет вид:
{\displaystyle s(t)=A_{0}\cos(2\pi f_{0}t+u_{k}{\frac {\pi h}{T}}(t-kT)+\pi h\sum _{i=0}^{k-1}{u_{i}}),}
где {\displaystyle f_{0}} — несущая частота, {\displaystyle h} — индекс модуляции, равный {\displaystyle \Delta f\cdot T}, где {\displaystyle \Delta f=\mid f_{log.1}-f_{log.0}\mid } — разность частот сигналов, соответствующих различным битам:
{\displaystyle f_{log.0}=f_{0}-{\frac {h}{2T}}}, {\displaystyle f_{log.1}=f_{0}+{\frac {h}{2T}}.}
В случае манипуляции с минимальным сдвигом частоты (англ. Minimal Shift Keying (MSK)), индекс модуляции {\displaystyle h=0{,}5}. Тогда разность частот сигналов, соответствующих различным битам, равна половине скорости передачи информации. Манипуляция называется с минимальным сдвигом частоты, так как значение {\displaystyle \Delta f={\frac {1}{2T}}} является минимальной разностью частот, при котором сигналы с различными частотами, являются ортогональными.
В телеграфировании:
Частотная манипуляция — процесс изменения частоты сигнала в соответствии с передающими посылками.